# Abbots Leigh
Abbots Leigh is een civil parish in het bestuurlijke gebied North Somerset, in het Engelse graafschap Somerset met 799 inwoners.